# 清水慶太
清水慶太（しみず　けいた、1974年4月23日-）は、 日本人のインテリアデザイナー、デザインコンサルタント。Creative Norm (クリエイティブノルム)主宰。株式会社クリエイティブノルム代表取締役。東京藝術大学非常勤講師、女子美術大学非常勤講師
more trees 賛同人、 hide kasuga & PARTNERS パートナー。（KEITA SHIMIZU PROFILE https://www.keitashimizu.com/profile/）

## 略歴
東京都生まれ。幼少期をアメリカ合衆国で過ごす。東京都立富士高等学校卒業。東京芸術大学美術学部デザイン科を経て、2000年に同大学院美術研究科修士課程修了。
2003年にイタリア・ミラノでの活動を開始。2006年に帰国し、活動の拠点を横浜市に移す。クリエイティブノルム主宰。平社直樹（ひらこそ　なおき）、大城健作（おおしろ　けんさく）、吉尾元貴（よしお　もとき）、小林幹也（こばやし　みきや）とともに GIBA(ジバ)　としてデザイン・エキシビジョンユニットとしても活動。
趣味はチェロの演奏。more trees (坂本龍一が代表を務める, 森林保全を目的とした団体）賛同人。

## 受賞歴
- 2000年 - 第6回学生家具デザイン大賞　入選
- 2001年 - 第1回アートベンチングプロポーザルデザインコンペティション　2点入選
- 2002年 - 暮らしの中の木の椅子展　入選
- 2002年 - 丸井インザルームリビングデザイン大賞　優秀作品
- 2004年 - 日本デザイン学会　作品賞
- 2005年 - トーヨーキッチン"デザインセプテンバー"キッチンデザインコンペ　優秀賞
- 2008年 - グッドデザイン賞　（PRUA)
- 2008年 - グッドデザイン賞　（IGSA series)
- 2012年 -　グッドデザイン賞（Alant）

## 主な展示
- 2004年 - フオーリサローネ　"SIGLA W" 展（ミラノ）
- 2004年 - 椅子100脚展（東京）
- 2004年 - 東京デザイナーズウイーク　プロ作品展（東京）
- 2005年 - 100% Design Tokyo（東京）
- 2006年 - サローネサテリテ　"GIBA"展（ミラノ）
- 2006年 - フオーリサローネ　"MONEY DESIGN"展（ミラノ）
- 2006年 - "MONEY DESIGN"展（東京）
- 2006年 - "GIBA"展（東京）
- 2006年 - 100% Design Tokyo（東京）
- 2006年 - 東京デザイナーズウイーク　プロ作品展（東京）
- 2007年 - "GIBA"展（東京）
- 2007年 - 100% Designer's（東京）
- 2008年 - サローネサテリテ　"GIBA"展（ミラノ）
- 2008年 - ミラノサローネ　"sozo_comm"（ミラノ）
- 2008年 - "GIBA"展（東京）
- 2008年 - "GIBA meets Paulownia"展 （東京）
- 2009年 - 100% Professional（東京）
- 2009年 - デザインタイドトーキョー "FANTASY DREAM"展（東京）
- 2011年 - 東京デザイナーズウイーク　プロ展 ／ IFFTインテリアライフスタイルリビング
- 2012年 - 天童木工新作展「成熟と自由の証」 ／ 東京デザイナーズウイーク　プロ展
- 2013年 - 東京デザイナーズウイーク　プロ展／ラフ展